# Fenelon da Silva
Fenelon da Silva (14 de junio de 1955) es un deportista brasileño que compitió en judo. Ganó una medalla de bronce en los Juegos Panamericanos de 1975 y una medalla de bronce en el Campeonato Panamericano de Judo de 1974.

## Palmarés internacional
| Juegos Panamericanos    | Juegos Panamericanos      | Juegos Panamericanos | Juegos Panamericanos |
| Año                     | Lugar                     | Medalla              | Categoría            |
| ----------------------- | ------------------------- | -------------------- | -------------------- |
| 1975                    | Ciudad de México (México) | Medalla de bronce    | +93 kg               |
| Campeonato Panamericano |                           |                      |                      |
| Año                     | Lugar                     | Medalla              | Categoría            |
| 1974                    | Ciudad de Panamá (Panamá) | Medalla de bronce    | +93 kg               |